# Ifjúsági Iratok Tára
Az Ifjúsági Iratok Tára egy 19. század végi magyar ifjúsági könyvsorozat. Kötetei a következők voltak:
- I–III. Cox György. Görög regék. Az eredeti angol 2. kiad. szerint ford. és bevezetéssel ellátta Komáromi Lajos. 3 füzet. (120, 120, 184 l.) 1877–78.
- IV. Castilloi Diaz Bernát. Mexico felfedezése és meghóditása. Átdolgozta dr. Brózik Károly. 1 térképpel. (IV, 194 l.) 1878.
- V. Arago François. Carnot életrajza. Francziából ford. dr. Császár Károly. (VII, 119 l.) 1880.
- VI. Arago François. Francziából forditotta dr. Császár Károly. (VIII, 152 lap.) 1880.
- VII–VIII. Lamb Károly és Mária. Shakespeare mesék. Angolból ford., bevezetéssel és Shakespeare rövid életrajzával ellátta Mihály József. Átnézte Volf György. 2 füzet. (XVIII. 1988; 200, IV, l.) 1880.
- IX–X. Életrajzok Plutarchból. Görögből ford. Szilasi Móricz. 2 füzet. (VII, 120; 204 l.) 1880.
- XI. Arago François. Voltaire és Ampère életrajza. Francziából ford. Kont Gyula. (155 l.) 1881.
- XII. Középkori utazók. I. Rubriguis: Utam Tatárországban. – II. Marco Polo könyve. Francziából forditotta és jegyzetekkel kisérte Névy László. 4 szines képpel. (207 l.) 1883.
- XIII. Rev. Alfréd. J., Church M. A. Elbeszélések a görög tragikus költőkből. Angolból forditotta és jegyzetekkel kisérte Névy László. 4 szines képpel. (207 l.) 1883.